# Las Garzas, Guerrero
Las Garzas är en ort i Mexiko.   Den ligger i kommunen Florencio Villarreal och delstaten Guerrero, i den södra delen av landet, 300 km söder om huvudstaden Mexico City. Las Garzas ligger 17 meter över havet och antalet invånare är 323.
Terrängen runt Las Garzas är platt. Runt Las Garzas är det ganska tätbefolkat, med 65 invånare per kvadratkilometer. Närmaste större samhälle är Cruz Grande, 3,0 km nordost om Las Garzas. Omgivningarna runt Las Garzas är en mosaik av jordbruksmark och naturlig växtlighet.